# Promozione Trentino-Alto Adige 1978-1979
Nella stagione 1978-1979 la Promozione era sesto livello del calcio italiano (il massimo livello regionale). Qui vi sono le statistiche relative al campionato in Trentino-Alto Adige.
Il campionato è strutturato in vari gironi all'italiana su base regionale, gestiti dai Comitati Regionali di competenza. Promozioni alla categoria superiore e retrocessioni in quella inferiore non erano sempre omogenee; erano quantificate all'inizio del campionato dal Comitato Regionale secondo le direttive stabilite dalla Lega Nazionale Dilettanti, ma flessibili, in relazione al numero delle società retrocesse dal Campionato Interregionale e perciò, a seconda delle varie situazioni regionali, la fine del campionato poteva avere degli spareggi sia di promozione che di retrocessione.

## Squadre partecipanti
| Squadra               | Città                              |
| --------------------- | ---------------------------------- |
| U.S. Alense           | Ala (Italia) (TN)                  |
| U.S. Anaune           | Cles (TN)                          |
| U.S. Dolomitica       | Predazzo (TN)                      |
| U.S. Gardolo          | Trento (TN)                        |
| A.S. Laives / Leifers | Laives (BZ)                        |
| U.S. Lavis            | Lavis (TN)                         |
| A.C. Merano           | Merano (BZ)                        |
| U.S. Mori             | Mori (TN)                          |
| U.S. Oltrisarco       | Bolzano (BZ)                       |
| A.C. Riva del Garda   | Riva del Garda (TN)                |
| U.S. Rotaliana        | Mezzolombardo (TN)                 |
| U.S. Rovereto         | Rovereto (TN)                      |
| U.S. Salorno / Salurn | Salorno (BZ)                       |
| S.C. Sankt Pauls      | Appiano sulla Strada del Vino (BZ) |
| U.S. Termeno / Tramin | Termeno (BZ)                       |
| A.S. Virtus Don Bosco | Bolzano (BZ)                       |

## Classifica finale
|  | Pos. | Squadra          | Pt | G  | V  | N  | P  | GF | GS | DR  |
|  | ---- | ---------------- | -- | -- | -- | -- | -- | -- | -- | --- |
|  | 1.   | Riva del Garda   | 45 | 30 | 18 | 9  | 3  | 68 | 18 | +50 |
|  | 2.   | Merano           | 43 | 30 | 17 | 9  | 4  | 47 | 20 | +27 |
|  | 3.   | Termeno / Tramin | 42 | 30 | 17 | 8  | 5  | 54 | 37 | +17 |
|  | 4.   | Anaune           | 38 | 30 | 14 | 10 | 6  | 37 | 26 | +11 |
|  | 5.   | Mori             | 35 | 30 | 14 | 7  | 9  | 38 | 28 | +10 |
|  | 6.   | Rovereto         | 34 | 30 | 11 | 12 | 7  | 39 | 26 | +13 |
|  | 7.   | Dolomitica       | 31 | 30 | 13 | 5  | 12 | 45 | 38 | +7  |
|  | 8.   | Gardolo          | 30 | 30 | 9  | 12 | 9  | 31 | 31 | 0   |
|  | 9.   | Rotaliana        | 29 | 30 | 6  | 17 | 7  | 21 | 22 | -1  |
|  | 10.  | Salorno / Salurn | 27 | 30 | 9  | 9  | 12 | 42 | 47 | -5  |
|  | 11.  | Oltrisarco       | 25 | 30 | 8  | 9  | 13 | 44 | 58 | -14 |
|  | 12.  | Alense           | 25 | 30 | 7  | 11 | 12 | 27 | 46 | -19 |
|  | 13.  | Laives / Leifers | 24 | 30 | 6  | 12 | 12 | 22 | 36 | -14 |
|  | 14.  | Virtus Don Bosco | 20 | 30 | 6  | 8  | 16 | 30 | 51 | -21 |
|  | 15.  | Lavis            | 18 | 30 | 4  | 10 | 16 | 22 | 42 | -20 |
|  | 16.  | Sankt Pauls      | 14 | 30 | 3  | 8  | 19 | 22 | 53 | -31 |